# Musée du bocage normand

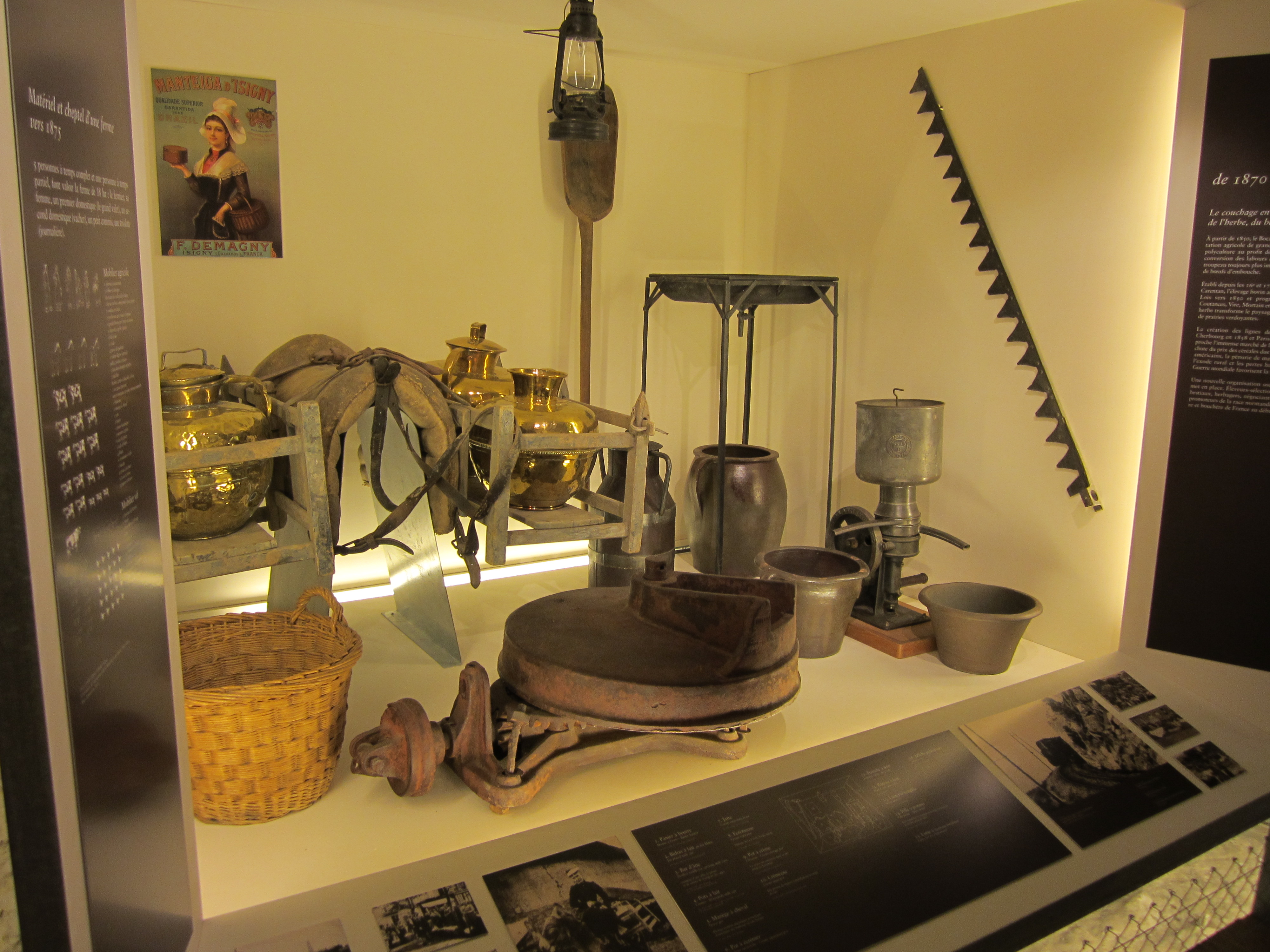
Collection.

Le musée du bocage normand de Saint-Lô est situé dans un ancien corps de ferme du XIXe siècle  en périphérie de la ville.
Le site dispose également d'un rucher école et d'un verger de pommiers où est organisé chaque année la pilaison pour fabriquer du cidre.

## Histoire
Le district urbain de l’agglomération saint-loise acquiert le domaine en 1980 et la ville décide la création d’un musée ethnographique sur la société rurale normande du XIXe siècle à nos jours. L’association « la Normandie Traditionnelle » fondée par Jacques Monthulé offre une partie de sa collection. L’autre partie est acquise grâce au soutien du Fonds régional d’acquisition des musées. Le musée ouvre en 1989.
En 2004, la scénographie est complètement rénovée.

## Collection
- Auge de malaxage pour le beurre en hêtre, datant de 1850 et mesurant 6,08 m de long.
- Tracteur hétéroclite fabriqué par Xavier Galliot, agriculteur, au lendemain de la Seconde Guerre mondiale.
- Banne à tangue, véhicule hippomobile spécifique pour le transport des engrais marins.
- Locomobile à vapeur utilisée pour faire tourner les batteuses au début du XXe siècle.